# Mansur Ali Khan Pataudi
Mansur Ali Khan Pataudi (Hindi: मंसूर अली ख़ान पटौदी, Mansūr Alī Khān Paṭaudī; * 5. Januar 1941 in Bhopal; † 22. September 2011 in Neu-Delhi) war ein indischer Cricketspieler der 1960er Jahre. Von 1952 bis 1971, als die indische Regierung mit der 26. Verfassungsänderung die Adelstitel abschaffte, war er der neunte und letzte Nawab von Pataudi.

## Leben
Sein Vater Iftikhar Ali Khan Pataudi (1910–1952) war achter Nawab von Pataudi und trat als einziger Cricketspieler sowohl für die englische als auch die indische Nationalmannschaft an. Obwohl er als Jugendlicher bei einem Unfall sein rechtes Auge verlor, wurde auch Mansur Ali Khan Pataudi als Batsman Cricketnationalspieler und bereits 1962 im Alter von 21 Jahren jüngster Mannschaftskapitän. Er führte die indische Mannschaft in 40 seiner insgesamt 46 Test Matches für das Team. Genannt „Tiger Pataudi“ erzielte er 2.793 Runs und davon sechs Centuries, sowie allein 203 Runs in einem Spiel in Delhi 1964 gegen England. Unter ihm gewann Indien 1968 in Neuseeland sein erstes Übersee-Match.
Mansur Ali Khan war von 1968 bis zu seinem Tod mit der Schauspielerin Sharmila Tagore verheiratet und hatte drei Kinder: die Schauspieler Saif Ali Khan und Soha Ali Khan sowie die Schmuckdesignerin Saba Ali Khan, der er die Verwaltung des Familienbesitzes in Bhopal übertrug.
1964 wurde er mit dem Arjuna Award ausgezeichnet, 1967 mit dem Padma Shri. Seit 2007 wird bei einer jährlichen Test-Serie zwischen Indien und England um die Pataudi Trophy – benannt als Ehrung des Beitrags seiner Familie für den indischen und englischen Cricketsport – gespielt.
Mansur Ali Khan starb an einer Infektion aufgrund seiner chronischen Lungenerkrankung.